# 2 Times
2 Times (englisch für „2 Mal“) ist ein Lied der britischen Sängerin Ann Lee aus dem Jahr 1999. Es war zugleich die Leadsingle ihres Debütalbums Dreams.

## Entstehung
Ann Lee, bürgerlich Annerley Emma Gordon, hatte sich bereits als Songwriterin und Background-Sängerin für diverse Eurodance-Projekte, unter anderem für Whigfield, einen Namen gemacht. Produzent Alfredo Larry Pignagnoli kontaktierte sie und gemeinsam arbeiteten sie an einem Song namens 2 Times. Das Grundgerüst bestand bereits und die beiden experimentierten zusammen mit Daniella Galli und Paul Sears an dem Song, bis er ihnen perfekt erschien.
Produziert wurde das Lied durch Pignagnoli und Marco Soncini. Die Erstveröffentlichung von 2 Times erfolgte am 24. April 1999 als Single. In Italien erschien die Single über X-Energy Records, in Deutschland über ZYX Music und im Vereinigten Königreich über Systematic. Am 14. Januar 2000 erschien 2 Times als Teil von Lees Debütalbum Dreams.
Zu dem Song wurde auch ein Video gedreht, das ähnlich dem von Peter Gabriels Sledgehammer mit Stop-Motion- und Verfremdungseffekten arbeitete.
2007 legte sie den Song erneut auf.

## Inhalt
2 Times handelt vom Lyrischen Ich, das nach seinem Traumpartner sucht und all seine Lasten teilen lässt. Es spricht davon, nach einem erfüllenden Partner zu suchen und die Tür offen zu halten, für mehr als nur zwei Mal. Es sagt auch, dass es jemanden finden will, der es bis zum Ende begleitet und es auf seiner Reise durchs Leben helfen wird.

## Rezeption

### Rezensionen
Für die Redaktion der britischen Zeitung The Guardian mache die Musik in 2 Times „schwindelig“ (englisch giddy).

### Chartplatzierungen
Der Song erreichte die Top 10 in vielen europäischen Ländern, darunter auch Deutschland, Österreich, der Schweiz und im Vereinigten Königreich.
| ChartsChartplatzierungen     | Höchstplatzierung | Wochen |
| ---------------------------- | ----------------- | ------ |
| Deutschland (GfK)            | 5 (20 Wo.)        | 20     |
| Österreich (Ö3)              | 3 (21 Wo.)        | 21     |
| Schweiz (IFPI)               | 10 (18 Wo.)       | 18     |
| Vereinigtes Königreich (OCC) | 2 (21 Wo.)        | 21     |

| ChartsJahrescharts (1999)    | Platzierung |
| ---------------------------- | ----------- |
| Deutschland (GfK)            | 28          |
| Österreich (Ö3)              | 15          |
| Vereinigtes Königreich (OCC) | 21          |

### Auszeichnungen für Musikverkäufe
Insgesamt wurde die Single weltweit mehr als eine Million Mal verkauft.
| Land/Region                  | Auszeichnungen für Musikverkäufe (Land/Region, Auszeichnung, Verkäufe) | Verkäufe  |
| ---------------------------- | ---------------------------------------------------------------------- | --------- |
| Australien (ARIA)            | Platin                                                                 | 70.000    |
| Belgien (BRMA)               | Platin                                                                 | 50.000    |
| Deutschland (BVMI)           | Gold                                                                   | 250.000   |
| Frankreich (SNEP)            | Gold                                                                   | 250.000   |
| Neuseeland (RMNZ)            | Gold                                                                   | 7.500     |
| Österreich (IFPI)            | Gold                                                                   | 25.000    |
| Schweden (IFPI)              | Gold                                                                   | 15.000    |
| Vereinigtes Königreich (BPI) | Gold                                                                   | 400.000   |
| Insgesamt                    | 6× Gold · 2× Platin ·                                                  | 1.067.500 |

Hauptartikel: Ann Lee (Sängerin)